# VIA Technologies
VIA Technologies, Inc.（ヴィア・テクノロジーズ、威盛電子）は、台湾の新北市新店区に本社を置く半導体メーカー。主に、PC/AT互換機向けチップセットと、x86互換マイクロプロセッサの開発・設計で知られる。台湾証券取引所に上場。

## 沿革
- 1992年9月に、陳文琦と王雪紅（父親は王永慶 台湾プラスチックグループ創業者）によって設立。
- 1999年、ナショナル セミコンダクターから子会社のサイリックスを買収[1]、更にIDTから傘下のセントールテクノロジーを買収し[2]、マイクロプロセッサ市場に参入した
- 2000年、グラフィックスチップメーカーのS3がVIAにグラフィックス部門を売却。更にICEnsembleを買収し、サウンド関連にも参入
- 2007年、チップセット部門をプロセッサ部門と併合
- 2008年1月、サードパーティー向けチップセット開発から撤退を表明。撤退後のチップセット開発は自社プロセッサ専門となる
- 2011年7月、グラフィックス部門のS3 Graphicsをグループ企業のHTCへ売却。[3]

## チップセット

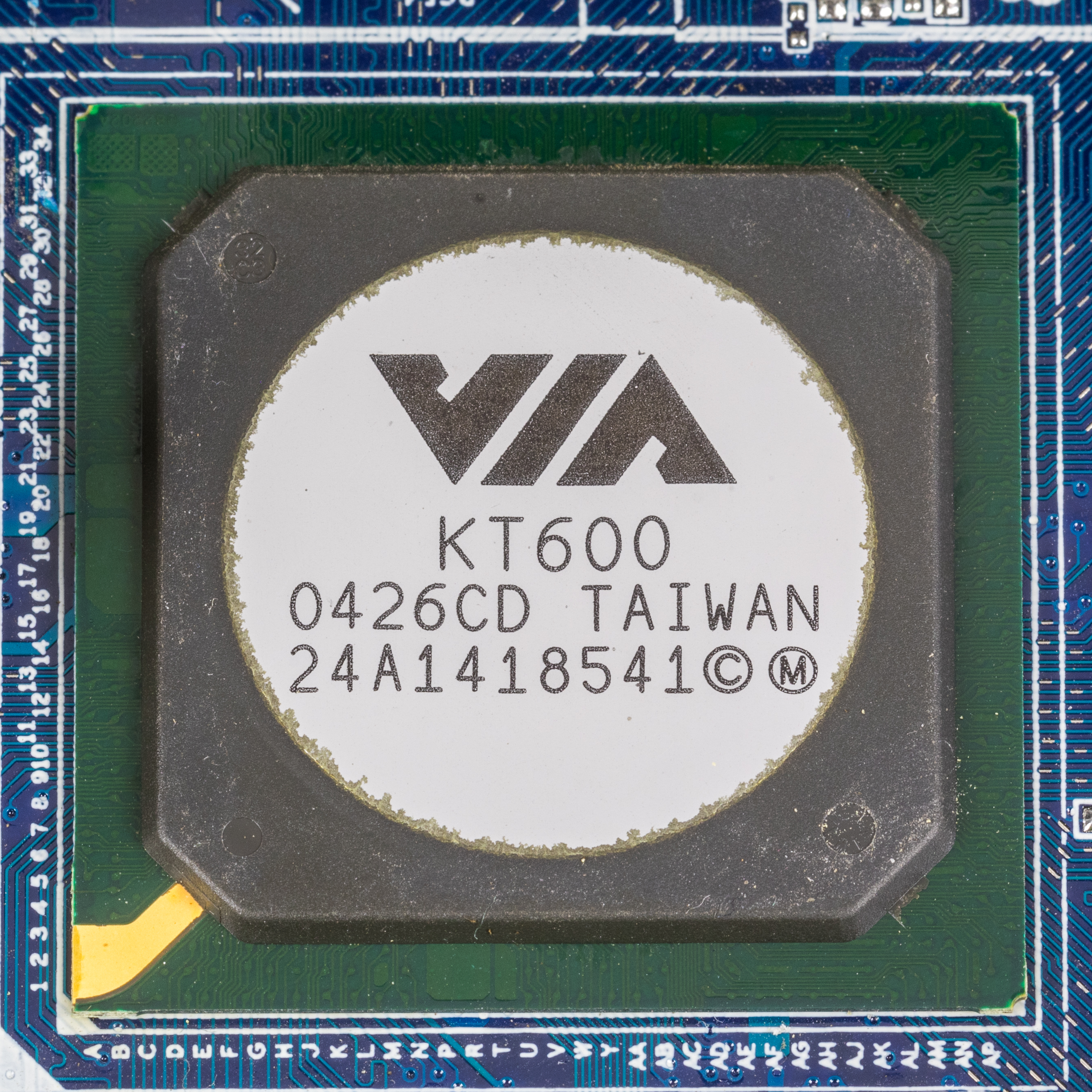
VIA KT600チップセット（ノースブリッジ）

かつては低価格を売りに、Socket 7用のApollo VPシリーズ (VP, VP2, VP3, MVP3, MVP4) や、Slot 1/Socket 370用のApollo Proシリーズでインテル純正チップセットに対抗、一定の成功を収めた。AMDが自社のプラットフォーム基盤を強化するため、互換チップセットベンダーの育成を図る方針を採ったため、AMD用チップセットとしては大手になった。多機能チップセットの開発によりシェアを伸ばしたNVIDIAと特にライバル関係にあった。KT/Pro266以降の製品では、ノースブリッジとサウスブリッジ間を「V-LINKバス」と呼ばれる技術を用いて高速で接続している。買収したS3のグラフィックスの技術をノースブリッジに用いた統合チップセットは、メーカー製パーソナルコンピュータ (PC) にも数多く採用されていた。
安定性のあるチップセットメーカーのひとつとされているが、かつては問題を抱える製品が数多く存在していた。主にかつてのAGPビデオカードに相性問題が多く発生していたが、これはVIAに限らずSiSやALiなどのサードパーティーのメーカーにはよく起こる問題であった。これはAGPを提唱したインテルがPCIの様に公的な規格にしなかったことと、AGPの初期から全盛期は、動作が不安定とされていたWindows 9x系が主流オペレーティングシステム (OS) であったことも一因である。
また、サウスブリッジのIDEコントローラに不具合がある製品が出回った時期もあった。これらを搭載した古いマザーボード（MVP (Socket7) 系、Pro～133 (P6) 系、KX・KT～133系 (K7) など）を使用する場合には注意が必要である。
新しいチップでも、サウスブリッジ用VT8237RとHGST製のSATA-II対応HDDとで、信号のタイミングが合わず認識しない例（認識できるマザーボードとHDDメーカーページにあるユーティリティーを使い、あらかじめHDD側のSerialATAの速度を強制的に1.5 Gbpsに設定しておくことで回避可能）や、多くのRAIDカードに採用されている、シリアルRAIDコントローラーのVT6421とWD製の1.0 TB以上のHDDとの組み合わせで、読み書きの速度が異常に低くなる例なども報告されている。

## マイクロプロセッサ

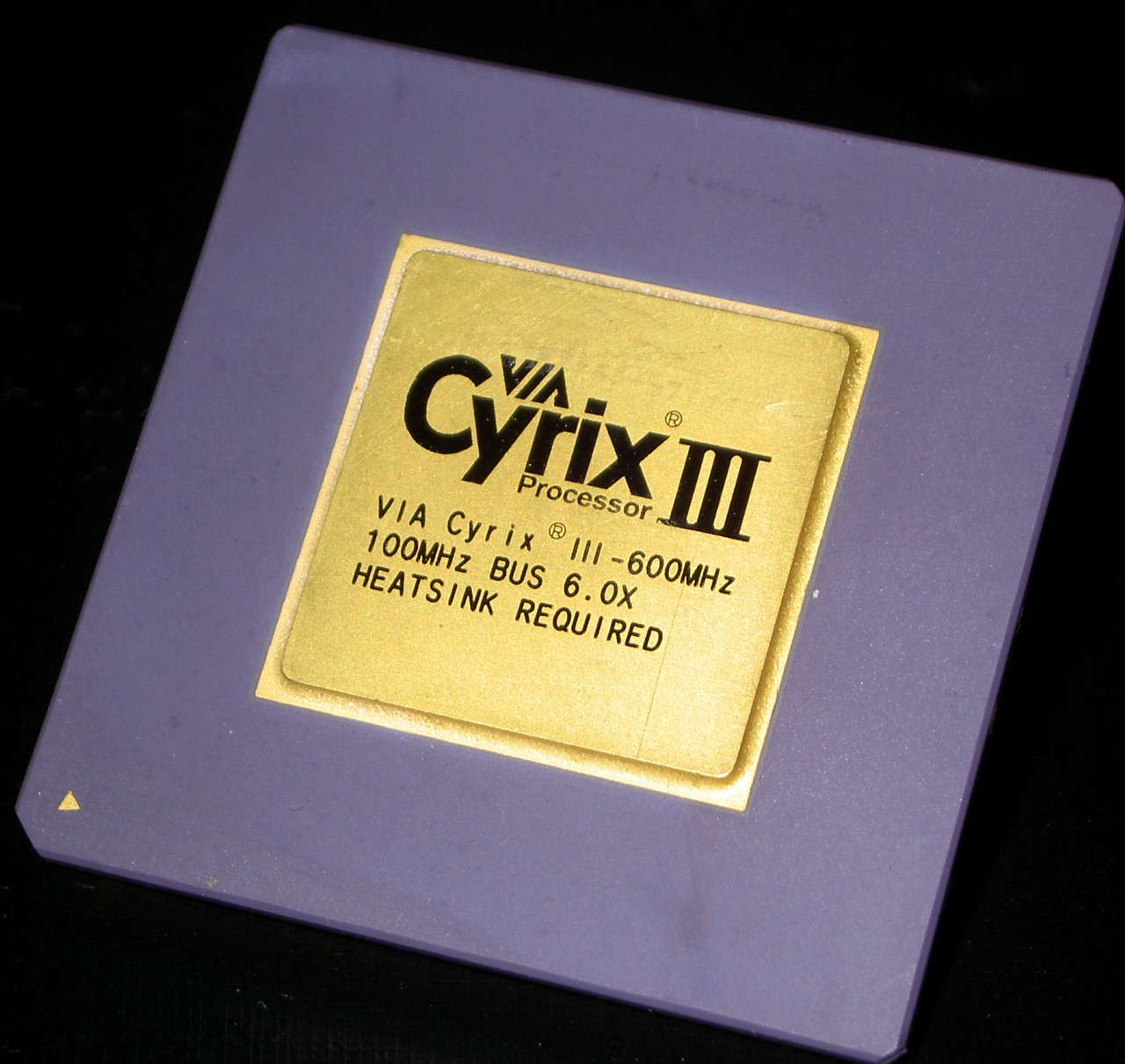
最初に投入されたCyrixIIIプロセッサ

VIAはx86互換プロセッサ、C3（シー・スリー）と後継品のC7（シー・セブン）を開発している。派生製品として、C3をベースにノートパソコン向けのC3-M（旧 Antaur）、消費電力をより低減した組み込み用途向け製品のEdenシリーズ、ノースブリッジチップと統合したCoreFusion（コアフュージョン）が存在する。
C3はIDT/CentaurのSocket 5/7互換プロセッサであるWinChipシリーズをベースに、P6バス (Socket370) 互換にしたもの。低価格・低発熱・低消費電力等を売りにしている。C3は当初『CyrixIII』という名称を使用していた。本来VIAはCyrixベースのP6互換プロセッサを先行して開発する予定であったが、元サイリックスの開発陣がこぞってVIAを退社してしまったために、完成を目前にして開発は凍結されてしまった（ただし、元サイリックス開発陣によるJoshuaコアベースのプロセッサも、一部メーカーに対して初期サンプル品としてCyrixIIIの名称で渡っている）。そのためか、WinChipベースであるにも拘らずCyrixブランドだったことについては、そのことに対するあてつけであるという説、サイリックスの元親会社ナショナル セミコンダクターの特許が欲しかっただけであるという説など諸説があるが、VIAはコンパックやIBMのPCなどで採用され、実績と知名度のある『Cyrix』ブランドでアピールする戦略だったとしている。
性能面では同時期の競合他社製品より劣るが、安価であることから発展途上の地域を主として販売されている。日本国内でも安価で省電力、低発熱という利点が評価されており産業用ロボット、自動車、ハードディスクビデオレコーダなどの組込市場のほか、静音PC向けプロセッサとして一部の自作パソコンユーザーに人気があった。
2005年5月、C3の後継であるC7（シー・セブン）が発表された。これはIntelとのライセンスの一部が失効したことで、NetBurst互換のプロセッサバス機能を削除した製品である。その後、展示会でC7の説明員からC8計画の存在が示された。それによるとC8はC7をマルチコア化した製品とのことであった。
2008年1月、x86-64互換プロセッサであるVIA Nanoを発表し、2008年3月にウルトラモバイルPC用として出荷された。これはCyrixベースのP6互換プロセッサ以外のVIA製x86互換プロセッサとして初めてアウト・オブ・オーダー実行機構を実装し、C7比で最大約4倍の性能向上を達成したという。

## その他の製品

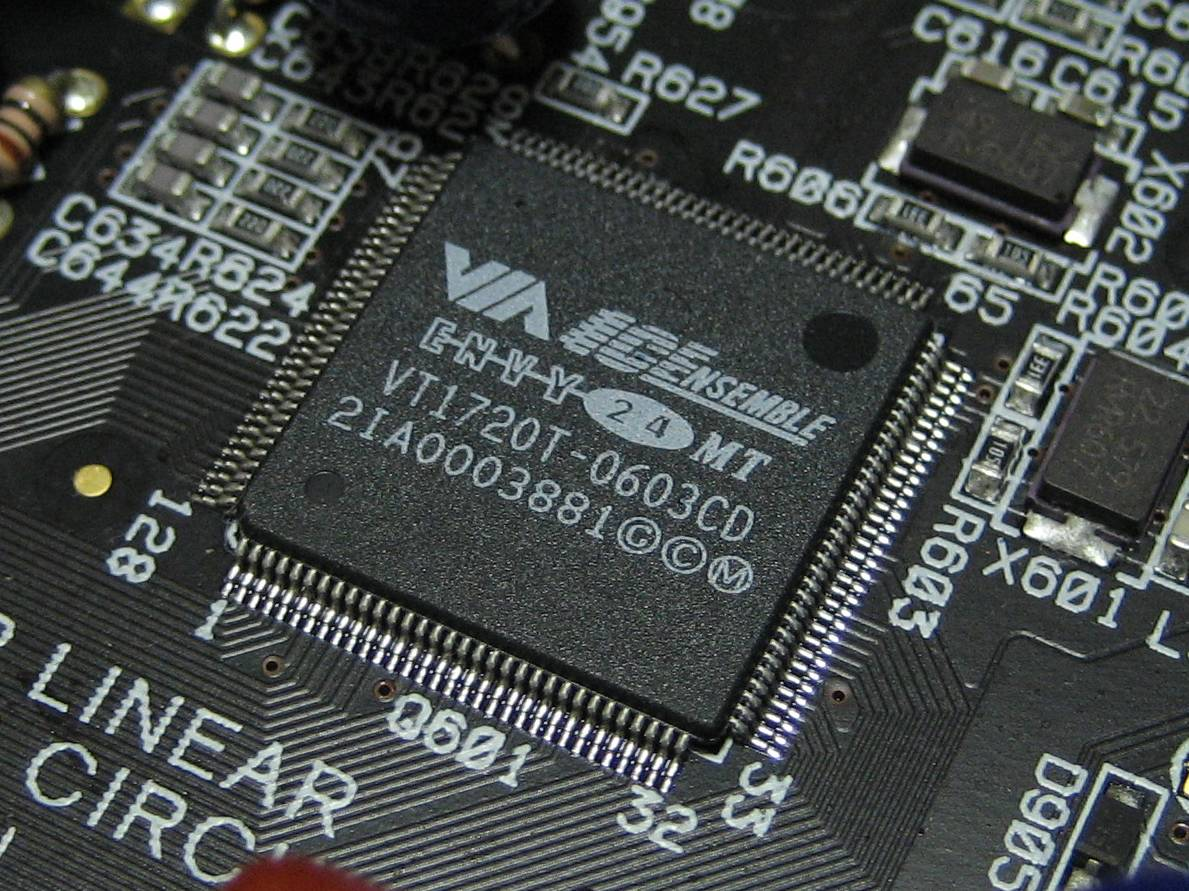
サウンドチップ Envy24MT

- Mini-ITXやNano-ITXといった小型マザーボードの規格の提唱もしており、C3を搭載したMini-ITXやNano-ITXのマザーボードも販売している。
- 買収したICEnsemble社のサウンドコントローラであるEnvyシリーズは、ローエンドからプロ用までラインナップがそろい、パソコン向けサウンドカードを始め、各種音響機器でも採用され、大きなシェアを持っている。
- LANチップをはじめ、USBホストコントローラーチップ、IEEE 1394コントローラーチップを自社で製造している。1000BASE-T対応のVT6122は、安価でありながら低発熱・安定性に優れている。VT86C100やVT6105、VT6212などは有名周辺機器メーカーに採用され、日本ではバッファロー、玄人志向、アイ・オー・データ機器、サンワサプライ、プラネックスコミュニケーションズ、ロジテックといったPCパーツベンダーにて広く採用されている。USBコントローラーチップは日本電気 (NEC) と並んで採用数は非常に多い。
- 2008年6月24日に発売されたヒューレット・パッカード (HP) 初のネットブック、HP2133 Mini-NotePCにC7-M ULVプロセッサが採用されている。同機種ではノースブリッジにVIA CN896、サウスブリッジにVT8237S、内蔵グラフィックにVIA Chrome9を搭載。ヒューレットパッカードが発売するPC製品にVIAプラットフォームが採用されることは近年稀である。
- 2010年1月4日、USB3.0に対応するHubコントローラとしては世界初となる「VIA VL810」を発表した。ルネサス エレクトロニクス[4]、Fresco Logicに続くUSB3.0対応コントローラーチップとなり、2010年7月よりストレージベンダーにおいて採用が開始された。

## インテルとの確執
自社製チップセットやプロセッサのシェアを浸食されたインテルから、特許とライセンスを盾にした訴訟攻勢の標的にされたことがある。その対策のために買収したサイリックスの元親会社、ナショナル セミコンダクターのロゴマークをマーキングした製品もあった。後に、インテルとはクロスライセンスを締結し、和解している。